# 批判性种族理论
批判性种族理论（英語：critical race theory，簡稱）是一個跨學科學術理論，起源於美國。該理論認為，現有的社會秩序及忽略族裔因素的法律建基於種族主義之上且為白人優越主義服務，所有白人皆從此體系通過壓迫有色人種獲益；價值中立的法律及自由主義觀念對現有的「種族不公正的社會秩序」起着巨大的支撐作用，從而令社會不斷產生系統性的種族歧視，系統性的種族歧視已經滲透到社會生活的各方面；對所有族裔一視同仁的法律並不能消除種族歧視，反而會持續造成種族不公正的結果。批判性種族理論聲稱，美國的種族主義不是簡單的過去奴隸制、種族隔離的遺留影響，而是持續且系統性地存在於整個國家的社會結構之中；白人至上主義和「系統性種族主義」是非裔和拉丁裔在美國經濟、社會等方面發展較為落後的主要原因；白人，尤其是白人男性，應該為自己作為白人所擁有的「白人特權」（white privilege）感到內疚，並加入「與白人至上主義的鬥爭」。
批判性种族理论以法蘭克福學派（被認為是新馬克思主義、西方馬克思主義的一支）及其批判理論為基礎，思想主要來源於批判法律研究（critical legal studies），美國20世紀70至80年代興起的一支激進法學流派。批判法律研究的學者認為美國法律是為富人和權勢群體服務的，其中包含有延續種族主義的目的，因此他們主張通過結構性地改造美國法律消除种族主義，從而產生了後來的批判性種族理論。
批判性种族理论的一個關鍵概念是交叉性（intersectionality），即基於各種身份的不平等，如種族、階級、性別、國籍、性取向、殘障等，之間的關聯及相互組合而產生的影響。

## 爭議
該理論的學術批評者認為，該理論是建基於欠缺可證偽性的宏觀敘事而不是證據和論證推理，它拒絕真理和普世價值的概念及自由主義。《華爾街日報》上有評論文章將批判性種族主義稱為「新馬克思主義運動」的理論，並表示該理論「拒絕接受機會均等、美德及客觀性」。美国保守主義者亦認為該理論將有色人種與白人相對立，宣揚族裔之間的仇恨與分裂，撕裂美國族群，其教學應該予以禁止。
自2020年以來，美國保守派議員一直試圖禁止或限制在中小學教授該理論。2020年7月，保守派活动家克里斯托弗·鲁夫在福克斯新闻的节目中聲稱，美國企业的人力资源培训、政府的多样性培训和公立学校的教学活动正在向他人灌輸批判性种族理论，宣揚「美国建立在种族主义之上，白人从种族主义中受益」。鲁夫表示自己将向批判性种族理论「宣战」。民主黨左翼則聲稱批判性種族理論只是大學教育中才會教授的一個學術理論，並未在公立教育系統的中小學校中教授，且保守派「歪曲了批判性種族理論的信條和內容」。民主黨左翼質疑保守派企圖以反對「批判性種族理論」為名廣泛地壓制關於種族主義、種族平等、社會正義和種族歷史的討論。保守派則反駁稱，批判性種族理論的概念及論調，如「白人特權」、「系統性種族主義」，早已滲入中小學教育；在2021年1月，加州即有小學在數學數學課程中加入了「批判『白人主導文化』」等與批判性種族理論相關的內容。他們認為，在紐約州、維珍尼亞州等民主黨當權的州，對中小學生的批判性種族理論教育已經正在「蓬勃開展」。
批判性種族理論亦受到一些自由派及左翼人士批評。來自左翼的批評者將批判性種族理論視為身份政治的思想工具，且認為現代西方左翼過分強調種族、性別等議題，分散了人們對勞工與資本之間的「真正進步鬥爭」的注意力。

## 政治影響

### 美國
2020年9月4日，唐納·川普政府向各政府机构发出备忘录，呼吁各部门停止为批判种族理论的教学提供资金，停止宣揚「分裂」以及「種族或性別刻板印象」的「多样性和包容性培训」，指其“撕裂各族群，散播反美宣传”。乔·拜登上台後撤銷了特朗普的行政命令。
自2020年以來，美國保守派議員一直試圖禁止或限制在中小學教授該理論。2021年1月開始，美国二十多个州的共和党议员陸續提出法案，攻擊批判性种族理论，要求學校禁止討論社会正义。犹他、德克萨斯、俄克拉荷马、田纳西等州通过法案，禁止基础教育阶段的公立学校教授批判性种族理论。根據北卡羅來納州的禁令，公立學校不得宣傳的理念包括「認為美國建立在固有的種族主義或性別歧視之上」，「美國由特定種族或性別群體建立，目的是壓迫其他種族和性別群體」。

## 衍生理論

### 殘障批判性種族理論
殘障批判性種族理論（disability critical race theory，簡稱DisCrit）將殘障研究與批判性種族理論結合起來，專注於研究「殘疾和種族的交叉點」。

### 亞裔批判性種族理論
亞裔批判性種族理論（Asian critical race theory，簡稱AsianCrit）專注於研究「族裔身份和種族主義對亞裔美國人的影響」以及「亚裔在美國教育系統中的經歷」。亞裔批判性種族理論在強調移民理論和政策方面與批判性種族理論的主體有所不同。

### 種族批判哲學
種族批判哲學（critical philosophy of race，簡稱CPR）受到批判法律研究和批判性種族理論的關於跨學科學術研究的啟發。批判法律研究和批判性種族理論都聲稱主流社會利用「明顯中立的概念，例如功績或自由」以「隱蔽地維護種族主義」。